# Musica tradizionale italiana

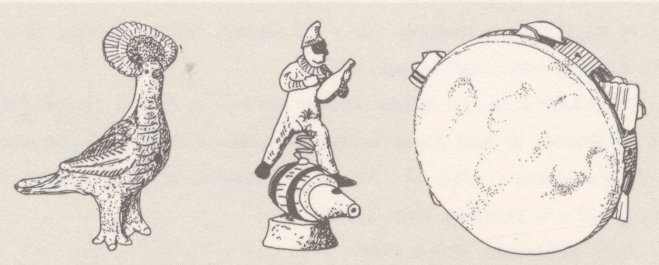
Tre degli strumenti musicali tradizionali dell'Italia. Da sinistra a destra: 1. Flauto globulare del 1908 (provincia di Asti, Piemonte). 2. Fischietto ceramico (Lecce, Puglia). 3. Tamburello con piattini (Napoli, Campania).

La musica tradizionale italiana è l'insieme delle musiche tradizionali locali d'Italia, poiché a causa della storia d'Italia, per secoli divisa in diversi piccoli stati, non vi è un'unica tipica musica tradizionale comune.
In Italia centrale queste influenze sono combinate, mentre le tradizioni indigene come narrazione e ballate cantate rimangono. La musica tradizionale sarda è anch'essa distinta dal resto d'Italia, ed è conosciuta per il suo canto polifonico dei tenori.

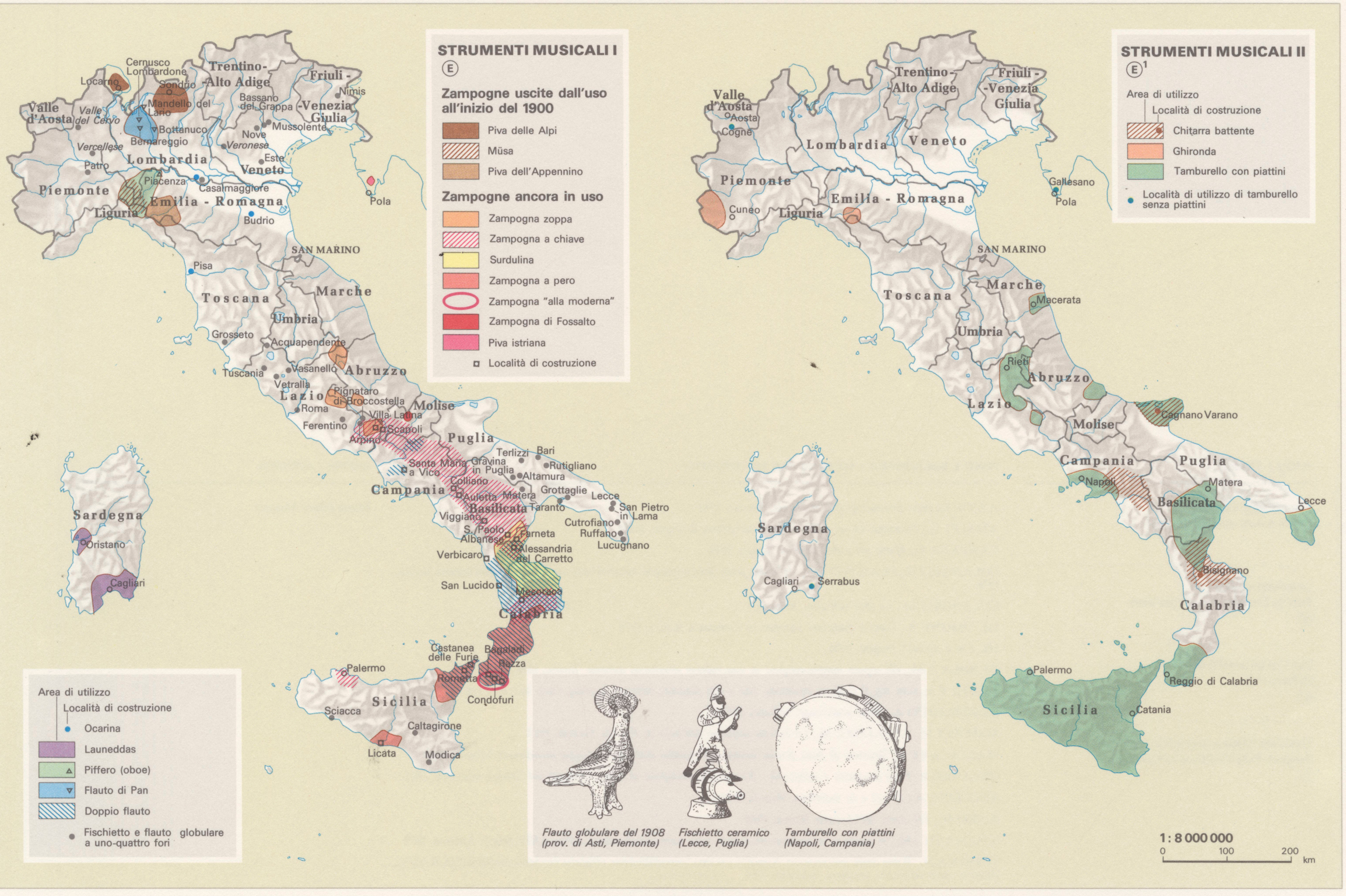
Localizzazione degli strumenti musicali tradizionali in Italia: a sinistra zampogne uscite dall'uso agli inizi del 1900; a destra chitarra battente (area retinata in rosso), ghironda (rosso) e tamburello con piattini (verde). Atlante tematico d'Italia, Touring Club Italiano, 1992.

## Italia settentrionale
Gruppi musicali revival nel nord italiano, in particolare in Piemonte (La Ciapa Rusa, Tre Martelli), Lombardia (Baraban, Pandemonio) e Veneto (Calicanto) reinterpretano i canti e musiche della tradizione orale del Nord Italia. I porti genovesi sono la casa del Trallalero, uno stile vocale polifonico con cinque voci, una delle quali imita la chitarra.

## Italia centrale
Le province  dell'Italia centrale sono anche conosciute per le poesie cantate con Ottava rima del medioevo, specialmente in Toscana, Lazio e Abruzzo. L'ottava rima era utilizzata dai poeti-contadini che usavano i poemi di Dante e Omero, come testi più moderni con tematiche politiche e sociali. Spesso sono improvvisate, e talvolta nascono gare basate sull'ottava rima.
Nel Lazio infine, il ballo tradizionale è il Saltarello che ebbe un revival negli anni '70.

## Italia meridionale

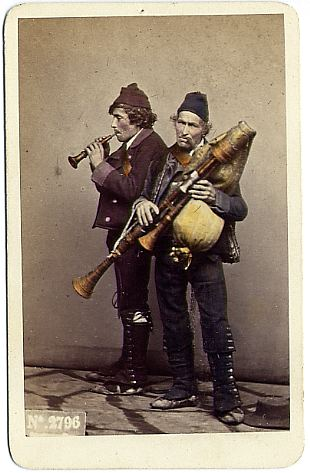
Zampogna e ciaramedda nell'Italia Meridionale

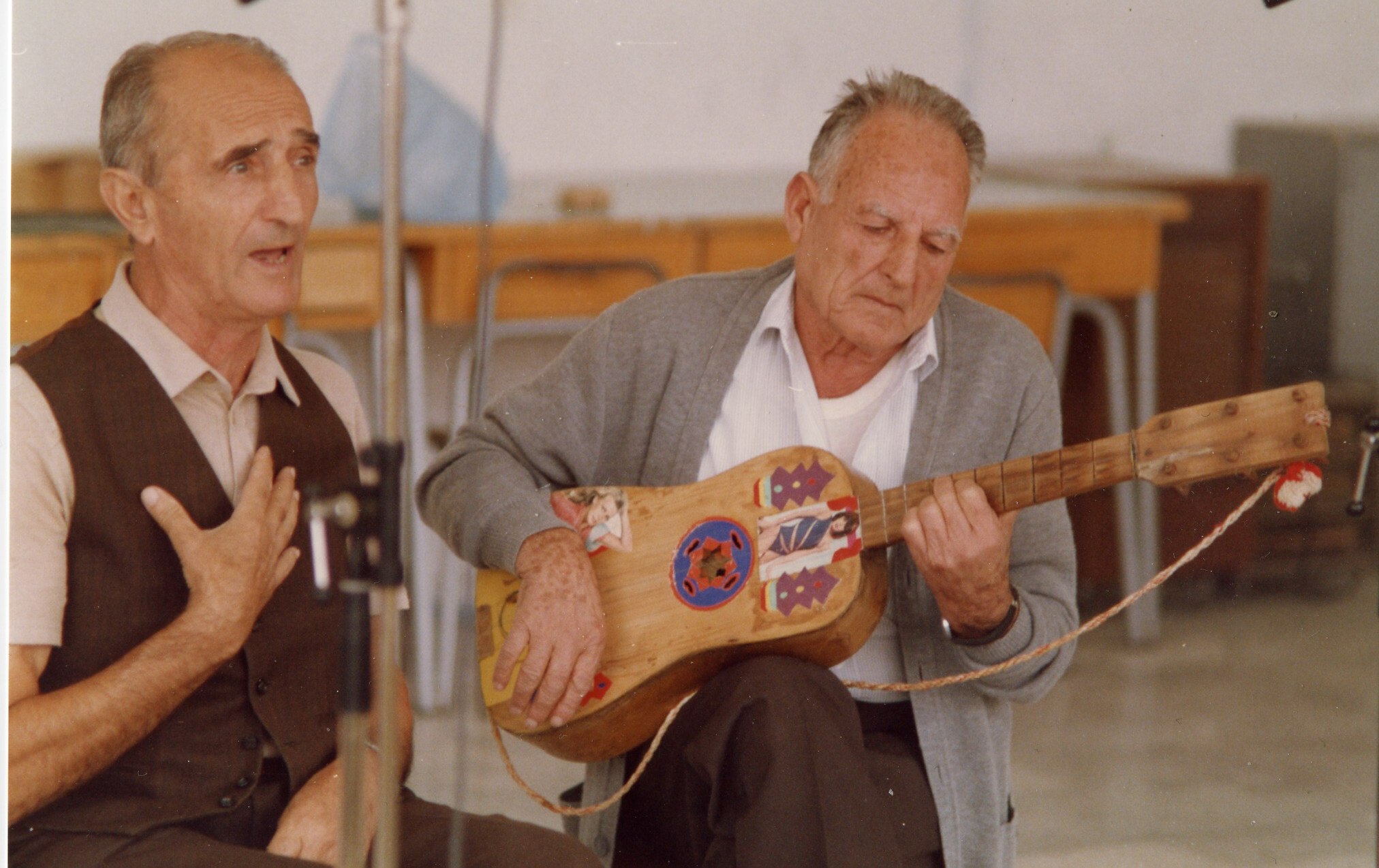
I suonatori di Carpino (Gargano)

Un ballo tradizionale chiamato Tarantella viene ancora eseguito in tutto il meridione nelle sue varianti: pizzica, tammurriata, tarantella calabrese, tarantella campana e tarantella siciliana.

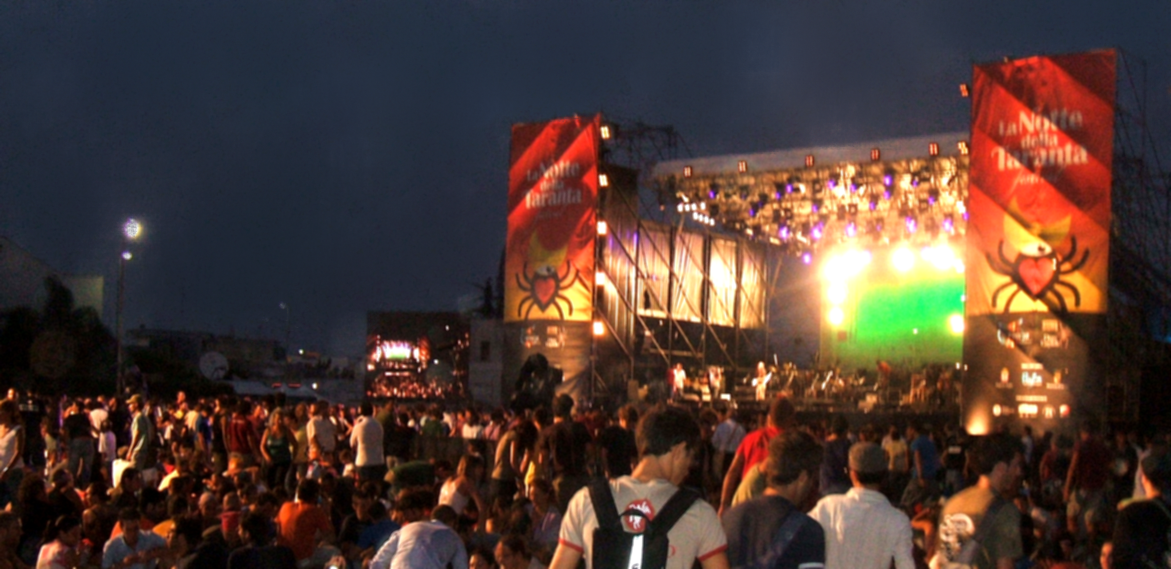
Concerto della Notte della taranta

Antonio Infantino dal 1975 in Basilicata ha esplorato i rituali di guarigione dei tarantolati basati sulle percussioni e formò il gruppo musicale lucano i Tarantolati di Tricarico.
La Puglia è anche sede di fanfare come la Banda Città Ruvo Di Puglia, questa tradizione ha portato a collaborazioni con i musicisti Jazz come Matteo Salvatore, Battista Lena, Eugenio Colombo e Enrico Rava.
In Campania fin dagli anni '70 la Nuova Compagnia di Canto Popolare di Roberto De Simone portò alla conoscenza delle masse la musica tradizionale, che progressivamente scompariva dalla scena italiana prima nel periodo fascista con una rivisitazione della musica popolare, e poi con la nascita di una società consumistica e l'avvento della musica leggera e rock.
Oggi con il movimento Taranta power, rivisita e racconta in maniera nuova la musica tradizionale del Sud Italia e del Mediterraneo, con collaborazioni quali: Pietra Montecorvino, Antonio Piccininno, Antonio Infantino e altri ancora.
In Calabria dagli anni '70 in poi c'è stato un lento recupero degli strumenti e della musica tradizionale locale, riportando all'uso la lira calabrese, la chitarra battente, la zumbettana, la zampogna calabrese o ciarameddha, lo zufolo a due canne ed altri ancora.
In Puglia negli anni 70 vi fu il musicista Tony Santagata, che aveva iniziato a occuparsi di questo progetto culturale, già dai primi anni 50."Quant'è bello lu primm'ammore", "La zita", "Li strascenete" tra i suoi successi del periodo. "Quant'è bello lu primm'ammore" "Miezz'a la piazza", canzoni di sua esclusiva proprietà. Nel 1974/75 partecipa ancora a Canzonissima e ottiene la vittoria, nella inedita sezione Folk, con Lu maritiello da lui scritta. Ha scritto 6 opere musicali moderne; la più nota Padre Pio Santo della speranza, eseguita in Vaticano presso l'Aula Paolo VI la sera della canonizzazione del Santo. La canzone finale, Padre Pio ho bisogno di te, è diventata la preghiera ufficiale dei fedeli del Santo.
Un altro unicum culturale della musica tradizionale meridionale e siciliana è lo strumento musicale della Zampogna, simile a una cornamusa, in origine suonato dai pastori è ancora in uso nelle regioni montuose. la zampogna viene ancora usata in associazione all'annunciazione di Cristo e viene suonata durante la festa di Natale.
Negli ultimi 15 anni circa è tornata in auge la musica tradizionale, in particolare le danze tradizionali, che vengono eseguite in grandi festival anche in maniera moderna e rivisitata, in tutte le regioni meridionali, di cui il più famoso in Puglia.